# Шелдон, Фрэнсис
Фрэнсис Шелдон (англ. Francis Sheldon) — английский и шведский кораблестроитель.
Фрэнсис был вынужден покинуть Англию после неудавшейся попытки вместе со своими братьями, архиепископом Кентерберийским Гилбертом и лорд-мэром Лондона Джозефом, освободить из тюрьмы Карла I. В 1655 году он прибыл в Швецию и в том же году был принят в число корабельных мастеров шведского военно-морского флота.
Построил значительное количество кораблей, в том числе линейных. В частности, под его руководством происходила постройка крупнейшего на тот момент в мире судна 126-пушечного корабля «Стура Крунан». В 1685 году Шелдон вернулся к себе на родину в Англию после того, как ему не возместили истраченных на строительство военных кораблей денег, взятых им из собственных средств.
После себя оставил двух сыновей — Фрэнсиса (умер в 1692) и Чарльза (1655—1739), также являвшихся кораблестроителями.